# Käsmu
Käsmu est un village de la commune de Vihula du comté de Viru-Ouest en Estonie.
Au 31 décembre 2011, il compte 105 habitants.

## Galerie de photos

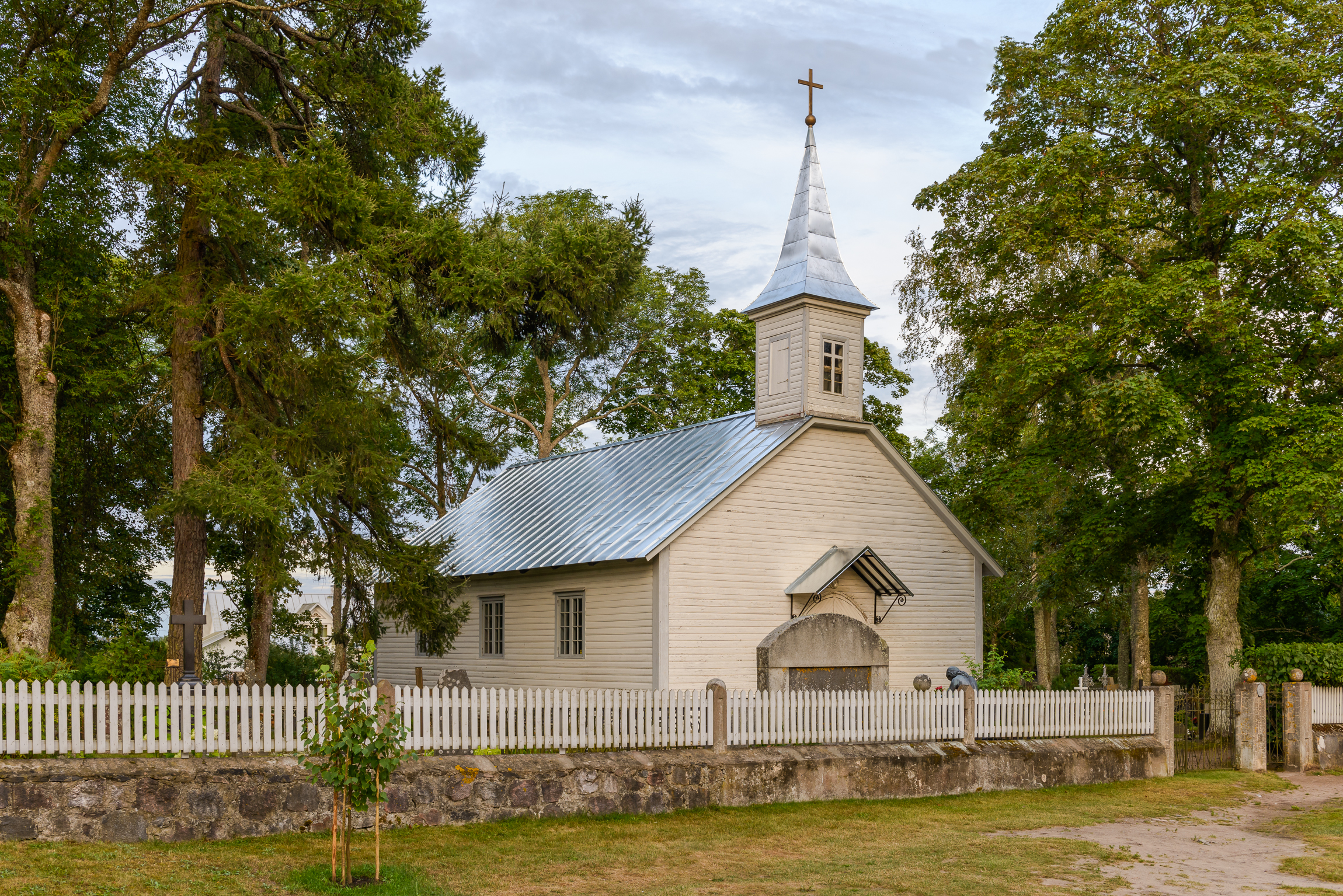
L’église de Käsmu en 2014.
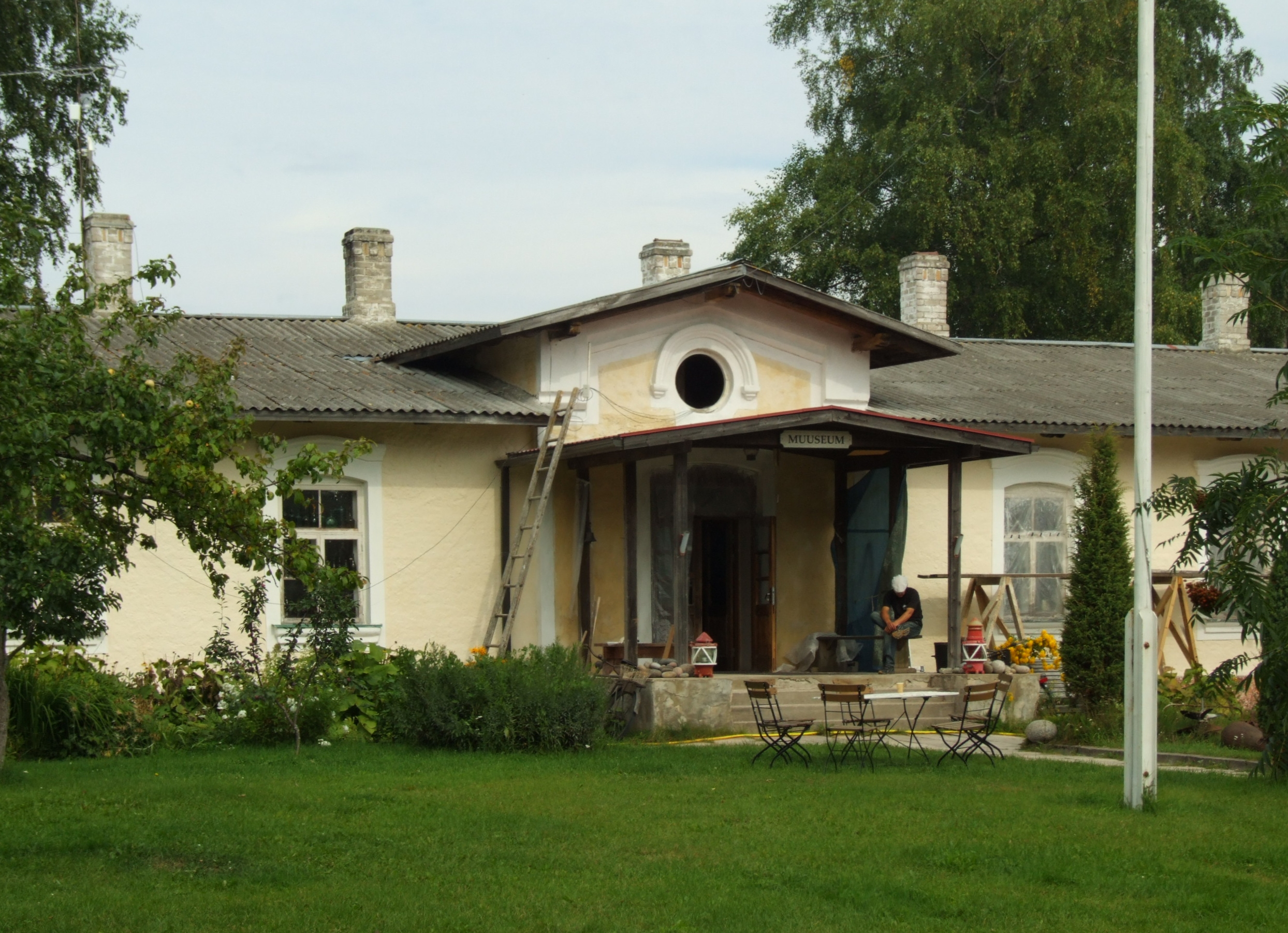
Musée maritime de Käsmu.
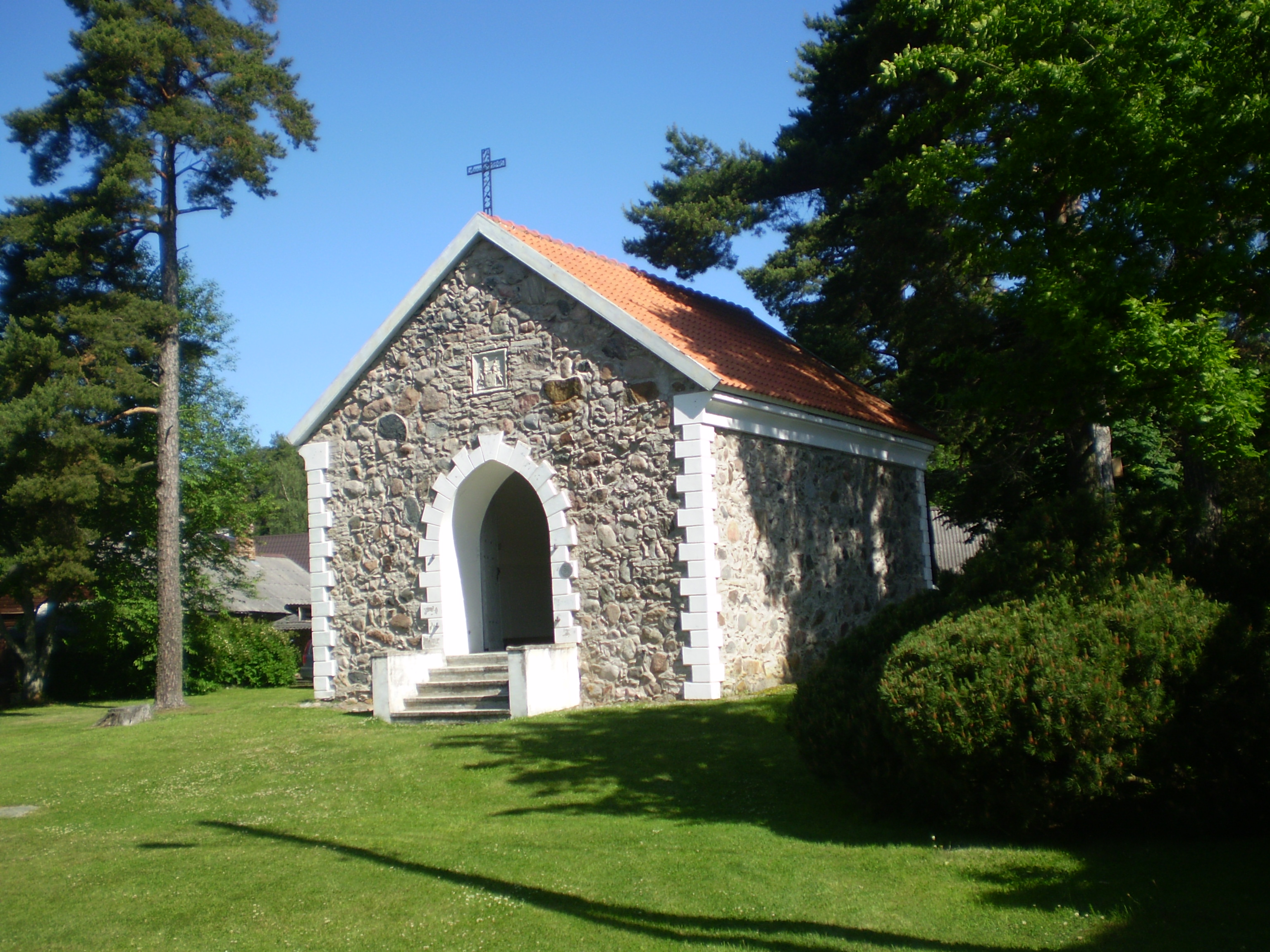
Chapelle de Dellingshausen.